# Lello Scorzelli
Raffaele Scorzelli, detto Lello (Napoli, 7 novembre 1921 – Roma, 19 settembre 1997), è stato uno scultore italiano.
Da iniziale impegno naturalistico, si evolse in dimensione espressionista e visionaria.

## Biografia
Cresce in un ambiente di artisti: il padre Eugenio Scorzelli, pittore e professore all'Accademia di belle arti di Brera a Milano, è erede della scuola napoletana, con atmosfere intime e intense. Eugenio si specializza anche in paesaggi, vedute londinesi e parigine. Alcune sue tele sono alla Fondazione Lercaro di Bologna.
Lello trascorre a Napoli l’infanzia e la giovinezza. Fin da piccolo mostra una particolare propensione al disegno. Le sue prime sculture in bronzo (1937-1939) sono ritratti di famiglia, a soli 16 anni: Il Padre e La Nonna.
Frequenta la Facoltà di Medicina presso l'Università degli Studi di Napoli Federico II. Lo studio dell'anatomia lo riporta all'interesse per il disegno e per la figura umana. Solo un anno dopo preferisce iscriversi all'Accademia delle Belle Arti di Napoli, che tuttavia non frequenta. Raccontava che, dopo aver letto la Vita di Benvenuto Cellini, aveva deciso di proseguire da autodidatta.
Fin dal 1940 partecipa alle più grandi collettive e alla XXII Biennale di Venezia conseguendo premi prestigiosi.
Dopo varie peripezie durante la guerra e una drammatica fuga dai campi tedeschi, torna a Napoli e conferma la sua precisa volontà di approfondire unicamente il linguaggio della scultura.
Nel 1947 inaugura la sua prima mostra personale alla Galleria Ronzini di Milano con sculture e disegni, raccogliendo molti consensi.
Nel 1948 espone alla Galleria Chiurazzi di Roma e a Napoli alla Medusa, affermandosi come uno dei più interessanti ritrattisti italiani.
Dal 1948 al 1957 espone in varie gallerie a Milano, Firenze, Napoli.
Nel 1951 gli viene commissionato un bassorilievo per New York.
Dal 1951 al 1953 lavora a ‘trenta figure in bronzo, un addio alla vecchia Napoli, di una modernità sconcertante’ al teatro di Edoardo De Filippo, il San Ferdinando di Napoli. Di grande interesse è anche la cospicua serie di disegni preparatori realizzati ad inchiostro e matita con un senso vivacissimo del movimento e della prorompente vitalità dei napoletani.
A metà anni cinquanta appartiene Anna nello Studio, dedicata alla donna amata per molti anni. In seguito donerà la scultura in bronzo alla Fondazione Lercaro.
Nel ’55 partecipa alla VII Quadriennale Nazionale d’Arte di Roma. L’opera La Lavandaia viene acquisita dalla Galleria d’Arte Moderna di Roma.
Nel 1956 è invitato alla XXIII Biennale di Venezia.
Nel 1958 espone con grande successo di critica sedici piccoli bronzi alla collettiva dei Giovani Artisti Italiani alla Permanente di Milano. Una galleria che non si ferma ai ritratti dei due papi, dato che Scorzelli ha modellato diversi altri personaggi famosi come: Igor Stravinskij, Renato Guttuso, V.E. Barbaroux, Georges Bernanos, Jean Guitton, Eugenio Montale, Titina De Filippo, Eugenio D'Ors, Orio Vergani, Enrico De Nicola, Giacomo Puccini, i cardinali Lercaro, Spellman e Bevilacqua, il pittore Aligi Sassu e vari altri. Ad ognuno si avvicina ricercando la verità umana che un artista può intuire e definire in tutta la sua profondità.
Rimase ‘sentimentalmente legato al ritratto de Il Padre e de La Nonna e poi ai ritratti alle popolane napoletane e al ritratto a Stravinskij', come amava dire.
Nel 1959 partecipa alla Quadriennale di Roma, mentre sue opere vengono prescelte per importanti committenze pubbliche: è il caso del ritratto di Giacomo Puccini che viene posto nel conservatorio di Milano. Alcune opere figurano alla Galleria d'Arte Sacra dei Contemporanei di Villa Clerici a Milano, altre in collezioni pubbliche e private. 

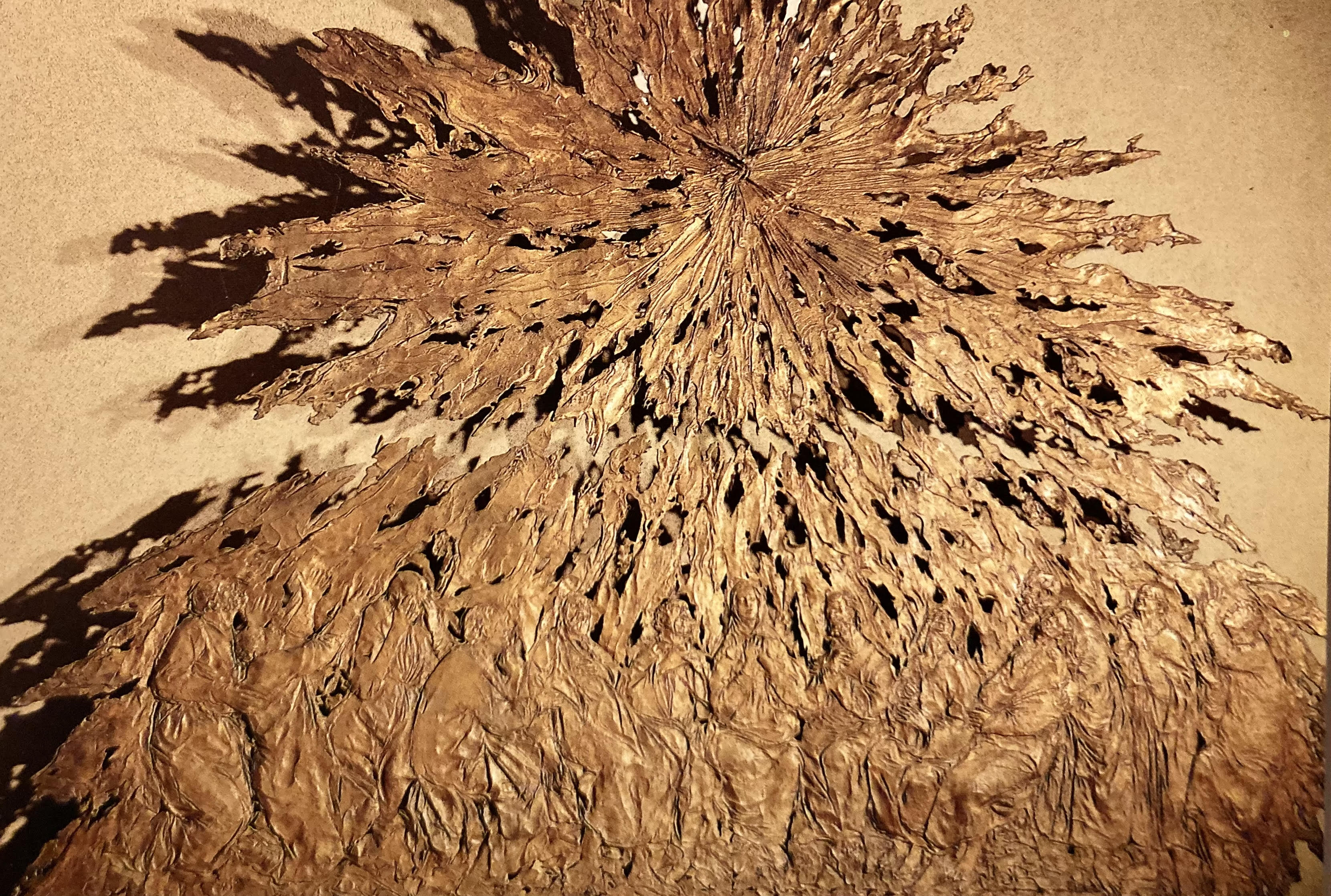
Bronzi del Sinodo (1969), Musei Vaticani, Sala XXX, Città del Vaticano, a Roma

Nel 1962 e 1963 modella la scultura in bronzo de Il Guarracino per la fontana del Centro di produzione Rai di Napoli in via Marconi, L’Arethusa per la Rai di Roma in via Teulada.
Fondamentale fu l'incontro a Milano con il cardinale Montini (futuro papa Paolo VI). Scorzelli ebbe la possibilità di ritrarre tutti i cardinali del Concilio Vaticano II, da quei lavori vennero le figure del Sinodo, poi poste nella XXX sala delle Gallerie e Musei Vaticani. Tutte le figure, più di un centinaio, sono a rilievo schiacciato, come intagliate, per dare una teoria di movimento, poste in una ‘processione’ di due file verso la luce della Pentecoste. Sotto la Pentecoste altre figure. Un'opera dalla composizione teatrale. Il Concilio Vaticano II verrà da lui ripreso, anni dopo, in una formella del monumento commemorativo a papa Paolo VI. Al 1963 risale uno studio al Governatorato in Vaticano assegnatogli da Paolo VI che gli commissiona sculture e oggetti di oreficeria per la Santa Sede: i pannelli di bronzo della Via Crucis e dell'Ultima Cena per la cappella privata del papa nel Palazzo Apostolico; il pastorale: la ferula. Scorzelli è ricordato principalmente come l'autore della ferula papale in argento, culminante in un crocifisso ricurvo, sul quale pose un Gesù esile, ma capace di piegare, col peso della sua concentrata sofferenza, la trave del più celebre e delicato simbolo cristiano. La ferula fu realizzata su commissione di papa Paolo VI e da questi adottata per la prima volta nel corso della cerimonia conclusiva del Concilio Vaticano II, l'8 dicembre 1965. La stessa fu ripresa dai suoi successori, Giovanni Paolo I e Giovanni Paolo II, finché papa Benedetto XVI ripristinò l'utilizzo della ferula con la sola croce in oro, più legata alla tradizione della Chiesa. La ferula viene poi riutilizzata da papa Francesco in occasione del suo insediamento sulla Cathedra Romana e in altre celebrazioni, come anche da papa Leone XIV, per la prima volta durante la messa di inizio ministero petrino del 18 maggio 2025.
Dal 1968 al 1971 realizza La Porta della Preghiera, per la basilica di San Pietro in Vaticano. Vi è un rapporto modernissimo, un continuo senso materico che va condensandosi pian piano in espressioni figurative. Le varie esperienze della scultura degli ultimi anni unite alla classicità delle figure sono nei ritmi, nel movimento, nella lievitazione della materia che diventa ora crespa, ora martellinata, ora levigata. Attraverso La Porta della Preghiera, dai giardini vaticani, il papa accede al transetto della basilica. I motivi biblici erano per Scorzelli fonte di ispirazione, come per gli antichi. Ci teneva a puntualizzare che la sua non era arte devozionale.
Nel corso degli anni ottanta, per la cattedrale di Santa Maria Assunta di Brescia, realizza il monumento commemorativo a papa Paolo VI.
Nelle otto formelle romboidali, vi sono episodi della vita di Paolo VI: l'incontro con Atenagora, i rapporti con i mali del mondo, l'uomo moderno robotizzato, il tema dell'ecologia, il mostro della guerra. La figura di Paolo VI è riportata in argento. In alto è lo stemma. Le due ante simboleggiano la chiesa aperta del Concilio Vaticano Il. I lastroni di ardesia alle spalle della statua indicano un papato difficile, duro. Fu critico di questa sua opera, avrebbe preferito realizzare il primo progetto presentato, tutto in mosaico con linee ascendenti in movimento.
In quegli anni realizza a Roma anche La Porta sulla Vita di Maria; la Via Crucis e gli Argenti per la Pontificia Accademia Ecclesiastica.
Al 1989 risale l’opera in bronzo Mater Naturae, posta sulla grotta di Lord Byron, a Portovenere. Una donna vera, provata dalla vita e cosciente della stessa. Una madre grossa e feconda che ammira una delle sue creature più belle: il mare.
Scorzelli ha inoltre svolto un’intensa attività nel disegno per l’editoria, illustrando La Divina Commedia e I Promessi Sposi, per l’Editore Ceschina di Milano.
Negli ultimi anni si dedica all’oreficeria ispirata dall'amore per Cellini e dalla lettura delle sue opere.
Nel 1992 realizza la Porta del Cielo a San Pietro, Portovenere. Una composizione di marmi e argento. Volti sospesi di figure bibliche in argento che rimandano a pescatori e vecchi marinai. Qua e là pesci e galli. Le figure appaiono come nascenti dal mare profondo. L'opera cambia con il movimento dell'osservatore, bisogna chinarsi per scoprire che le figure sono plasmate e cesellate con segni che a prima vista sembrano decorazioni.
Nel 1994 Scorzelli viene chiamato per degli arredi della cattedrale di San Pietro di Bologna: l’altare, l’ambone e la cattedra in marmo e argenti. Gli fu riconosciuta la capacità di una classicità raffinata, unita all'originalità di molta arte contemporanea.
Muore nel 1997. È sepolto al cimitero acattolico di Roma.

## Racconti dell'autore
Stravinskij era venuto a Napoli. Innamorato della sua musica e sperando di poterlo conoscere, avevo disegnato il ritratto. Una mia giovane amica era in contatto con il suo medico personale, il dottor Musella, che l'aveva curato. Assieme alla mia amica portai il disegno al dottore che appena lo vide, telefonò a Stravinskij ed egli mi convocò immediatamente all'albergo Excelsior. Ne rimase entusiasmato e mi invitò a seguirlo al San Carlo per continuare l'opera dal vivo. Entrai all'hotel con la creta ed uscii con Stravinskij.
Introspettivamente parlando, il ritratto a Montale è uno dei più grandi. È stato lavorato nella sede del Corriere della Sera. Montale era seduto nella sua stanza alla scrivania. Il propiziatore dell'incontro era stato Orio Vergani al quale Montale non disse di no. In tre giorni portai a compimento quest'opera. Dapprima Montale recalcitrò, poi vi aderì pienamente anche se diceva che era una cosa stupida essere venuti a Milano per un ritratto.
Al Teatro San Ferdinando di Napoli, l'ingegnere non trovava il posto giusto per il pannello in bronzo. Eduardo (De Filippo ndr.) mi fece sedere a tavolino e mi dettò una lettera nella quale si chiedeva 'che i bronzi fossero collocati nella giornata successiva.' Poi mi disse: 'Scorzelli, domani, guardando bene che l'ingegnere sia presente, lei mi consegnerà questa lettera sotto quella colonna nell'atrio.' Lo trovai l'indomani con l'usuale cappotto di loden verde, il cappello a sghimbescio. Consegnai la lettera come se fosse stata scritta da me, e lui, inforcando gli occhiali, cominciò a fare dei gesti disperati. Intuii subito, anche se mi ritrassi, che l'ingegnere e gli altri percepirono che, se non avessero accettato, sarebbero sorti per loro degli inconvenienti. Dopo due ore vennero messi a posto i bronzi che sono di una modernità sconcertante, come si disse per un altro mio lavoro che feci alla Sme.
Il Ponte, Rivista di dibattito politico e culturale fondata da Piero Calamandrei Anno XLV nn.3-4. Vallecchi Editore, 1989

## Opere
- Bassorilievi, bronzo. Teatro San Ferdinando di Napoli (1951-53)
- Anna nello Studio, bronzo. Fondazione Lercaro, Bologna
- Ritratti, bronzo (1958)
- Il Guarracino e l'Arethusa, bronzo. Rai di Napoli e Roma (1962-63)
- La ferula, Vaticano (1965)
- Porta della Preghiera, oro zecchino. Basilica di San Pietro, Roma (1968-71)
- I bronzi del Sinodo, bronzo. Musei Vaticani, Sala XXX, Roma (1969)
- Monumento commemorativo a Paolo VI, bronzo e marmo. Cattedrale di Santa Maria Assunta, Brescia (anni 80)
- Mater Naturae, bronzo. Portovenere (1989)
- La Porta del cielo, argento e marmo. Chiesa di San Pietro, Porto Venere (1992)
- Cattedra, ambone, altare, argento e marmo. Cattedrale di Bologna (1994)

## Premi
- Primo premio per la scultura alla Mostra Nazionale di Cava dei Tirreni (1947)
- Premio Presidenza del Consiglio - Roma. Frosinone (1950)
- Tra i vincitori del concorso per la Pala di San Giuseppe per la Basilica di San Pietro in Vaticano (anni '50)
- Premio alla Prima Rassegna d'Arti Figurative alla Triennale di Napoli (1953)
- Premio alla Esposizione degli Artisti Italiani al Palazzo Reale di Napoli (1954)
- Premio Suzzara a Mantova (1958)
- Biennale Internazionale di Scultura Carrara (1959)
- Medaglia d’oro a Forlì (1960)